# White Creek
White Creek – miasto w Stanach Zjednoczonych, w stanie Nowy Jork, w hrabstwie Washington.